# Šárka Pančochová
Šárka Pančochová (ur. 1 listopada 1990 w Uherské Hradiště) – czeska snowboardzistka specjalizująca się w slopestyle'u, big air i halfpipe'ie, wicemistrzyni świata.

## Kariera
Po raz pierwszy na arenie międzynarodowej pojawiła się 29 października 2007 roku w Saas-Fee, gdzie w zawodach Pucharu Europy zajęła 19. miejsce w halfpipe’ie. W 2008 roku wystąpiła na mistrzostwach świata juniorów w Valmalenco, gdzie zdobyła złoty medal w big air.
W Pucharze Świata zadebiutowała 2 listopada 2011 roku w Saas-Fee, zajmując 24. pozycję. Tym samym już w swoim debiucie zdobyła pierwsze pucharowe punkty. Na podium zawodów tego cyklu po raz pierwszy znalazła się 7 stycznia 2010 roku w Kreischbergu, kończąc rywalizację w halfpipe’ie na pierwszej pozycji. Wyprzedziła tam dwie Chinki: Sun Zhifeng i Chen Xu. Najlepszy wynik zanotowała w sezonie 2013/2014, kiedy to zajęła pierwsze miejsce w klasyfikacji generalnej AFU, a w klasyfikacji slopestyle'u zdobyła Małą Kryształową Kulę.
Podczas mistrzostw świata w La Molina w 2011 roku wywalczyła srebrny medal w slopestyle'u. Rozdzieliła tam na podium Enni Rukajärvi z Finlandii i Shelly Gotlieb z Nowej Zelandii. Była też między innymi dziewiąta w halfpipe’ie na rozgrywanych dwa lata wcześniej mistrzostwach świata w Gangwon. W 2010 roku wystartowała na igrzyskach olimpijskich w Vancouver, gdzie była czternasta w halfpipe’ie. Podczas igrzysk olimpijskich w Soczi w 2014 roku, zajęła piąte miejsce w slopestyle'u. W drugim przejeździe finałowym Czeszka upadła przy lądowaniu, a jej kask pękł. Zawodniczce nic się nie stało.

## Osiągnięcia

### Igrzyska olimpijskie
| Miejsce | Dzień     | Rok  | Miejscowość | Konkurencja | Zwyciężczyni       |
| ------- | --------- | ---- | ----------- | ----------- | ------------------ |
| 14.     | 18 lutego | 2010 | Vancouver   | Halfpipe    | Torah Bright       |
| 5.      | 9 lutego  | 2014 | Soczi       | Slopestyle  | Jamie Anderson     |
| 16.     | 12 lutego | 2014 | Soczi       | Halfpipe    | Kaitlyn Farrington |
| 16.     | 12 lutego | 2018 | Pjongczang  | Slopestyle  | Jamie Anderson     |
| 19.     | 22 lutego | 2018 | Pjongczang  | Big air     | Anna Gasser        |

### Mistrzostwa świata
| Miejsce | Dzień       | Rok  | Miejscowość   | Konkurencja | Zwyciężczyni         |
| ------- | ----------- | ---- | ------------- | ----------- | -------------------- |
| 19.     | 23 stycznia | 2009 | Gangwon       | Halfpipe    | Liu Jiayu            |
| 17.     | 20 stycznia | 2011 | La Molina     | Halfpipe    | Holly Crawford       |
| 2.      | 22 stycznia | 2011 | La Molina     | Slopestyle  | Enni Rukajärvi       |
| 14.     | 18 stycznia | 2013 | Stoneham      | Slopestyle  | Spencer O’Brien      |
| 11.     | 20 stycznia | 2013 | Stoneham      | Halfpipe    | Arielle Gold         |
| 13.     | 17 stycznia | 2015 | Kreischberg   | Halfpipe    | Cai Xuetong          |
| DNS     | 21 stycznia | 2015 | Kreischberg   | Slopestyle  | Miyabi Onitsuka      |
| 24.     | 11 marca    | 2017 | Sierra Nevada | Slopestyle  | Laurie Blouin        |
| 30.     | 11 marca    | 2017 | Sierra Nevada | Halfpipe    | Cai Xuetong          |
| 17.     | 17 marca    | 2017 | Sierra Nevada | Big air     | Anna Gasser          |
| 15.     | 8 lutego    | 2019 | Park City     | Halfpipe    | Chloe Kim            |
| 21.     | 9 lutego    | 2019 | Park City     | Slopestyle  | Zoi Sadowski-Synnott |
| 26.     | 12 marca    | 2021 | Aspen         | Slopestyle  | Zoi Sadowski-Synnott |
| 12.     | 13 marca    | 2021 | Aspen         | Halfpipe    | Chloe Kim            |
| 16.     | 16 marca    | 2021 | Aspen         | Big air     | Laurie Blouin        |

### Puchar Świata

#### Miejsca w klasyfikacji generalnej
- sezon 2008/2009: 129.
- sezon 2009/2010: 51.
  - AFU[3]
- sezon 2011/2012: 20.
- sezon 2012/2013: 13.
- sezon 2013/2014: 1.
- sezon 2014/2015: 43.
- sezon 2015/2016: 10.
- sezon 2016/2017: 22.
- sezon 2017/2018: 13.
- sezon 2018/2019: 13.
- sezon 2019/2020: 12.
- sezon 2020/2021: 22.
- sezon 2021/2022: 35.

#### Miejsca na podium w zawodach
1. Kreischberg – 7 stycznia 2010 (halfpipe) – 1. miejsce
2. Copper Mountain – 22 grudnia 2013 (slopestyle) – 1. miejsce
3. Kreischberg – 6 marca 2014 (slopestyle) – 1. miejsce
4. Szpindlerowy Młyn – 20 marca 2016 (slopestyle) – 3. miejsce
5. Mediolan – 12 listopada 2016 (Big Air) – 3. miejsce
6. Seiser Alm – 16 marca 2018 (slopestyle) – 3. miejsce